# چاه پت (نجف‌آباد)
چاه پت یک روستا در ایران است که در بخش مرکزی شهرستان سیرجان واقع شده‌است. چاه پت ۹۱ نفر جمعیت دارد.